# Lepthyphantes subtilis
Lepthyphantes subtilis är en spindelart som beskrevs av Andrei V. Tanasevitch 1989. Lepthyphantes subtilis ingår i släktet Lepthyphantes och familjen täckvävarspindlar. Inga underarter finns listade i Catalogue of Life.